# Нижний Кузмесь
Нижний Кузмесь — деревня в Кукморском районе Татарстана. Входит в состав Нырьинского сельского поселения.

## География
Находится в северо-западной части Татарстана на расстоянии приблизительно 19 км на запад по прямой от районного центра города Кукмор у речки Боец.

## История
Выделилась из деревни Кузмесь, известной с времен Казанского ханства, в 1930-х годах.

## Население
Постоянных жителей было: в 1782—155 душ мужского пола, в 1859—262, в 1897—431, в 1908—424, в 1920—568, в 1926—544, в 1938—243, в 1949—199, в 1958—166, в 1970—189, в 1979—177, в 1989—159, 160 в 2002 году (удмурты 100 %), 129 в 2010.